# Еварист Ндаїшиміє
Еварист Ндаїшиміє (кір. і фр. Évariste Ndayishimiye) — державний, військовий і політичний діяч, чинний президент Бурунді з 18 червня 2020 року. Представник спільності хуту.

## Біографія
Народився в 1968 році у комуні Гіхета. Навчався на юридичному факультеті в університеті Бурунді в Бужумбурі. 26 січня 2020 року на з'їзді НРОД—СОД був висунутий кандидатом в президенти Бурунді. Здобув перемогу на виборах які відбулися 20 травня 2020 року, отримавши 68,72 % голосів виборців (при явці 87,7 %). Обійняв посаду президента — 18 червня 2020.